# نخستین حکمیت وین

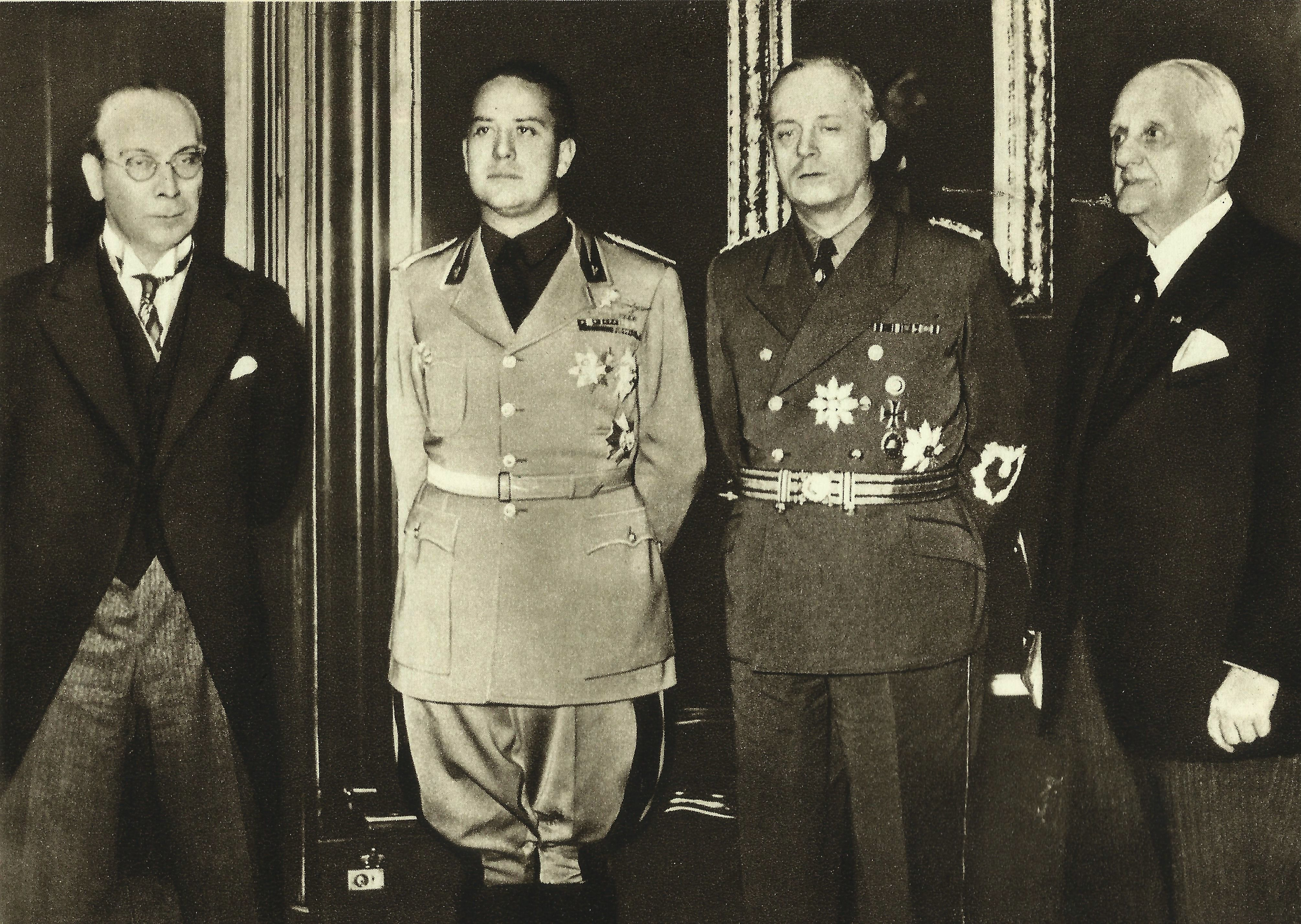
فرانتیسک چوالکوفسکی، گالئاتسو چانو، یواخیم فون ریبنتروپ، کالمان کانیا

نخستین حکمیت وین (انگلیسی: First Vienna Award) (نخستین هدیه وین)، پیمانی بود که در نتیجه برگزاری نخستین دیوان داوری وین حاصل شد و در دوم نوامبر ۱۹۳۸ در کاخ بلودر وین به امضاء رسید. نخستین دیوان داوری و حکمیت وین نتیجه مستقیم تواقفنامه مونشن بودند که یک ماه پیش صورت پذیرفته و منجر به تقسیم چکسلواکی گردیده بود.
آلمان نازی و پادشاهی ایتالیا در پی راهکاری بدون خشونت برای اعمال ادعاهای ارضی پادشاهی مجارستان و تجدید نظر در پیمان تریانون بودند. تا بدان لحظه آلمان نازی با بازنظامی‌سازی راینلند در هفتم مارس ۱۹۳۶ و الحاق اتریش به خود در ۱۲ مارس ۱۹۳۸ به نوبه خود پیمان ورسای را بی‌اعتبار ساخته بود.
نخستین حکمیت وین سرزمین‌های با جمعیت عمدتاً مجار در جنوب اسلواکی و جنوب کارپاتیان روتنیا را از چکسلواکی جدا کرد و به مجارستان سپرد. در نتیجه مجارستان بخشی از اراضی خود را که بر اساس پیمان تریانون پس از جنگ جهانی اول از دست داد بود، بازپس گرفت.
در ماه مارس سال ۱۹۳۹ با چراغ سبز آدولف هیتلر، پیشوای آلمان نازی، مجارستان مابقی کارپاتیان روتنیا را نیز به سلطه خود درآورد تا پس از گذشت قریب به یک نیم قرن با لهستان مرز مشترک بیابد.
پس از پایان جنگ جهانی دوم، پیمان پاریس، حکمیت وین را باطل اعلام کرد و سرزمین‌های از دست رفته را به چکسلواکی بازگرداند.

## شرایط پیش از داوری

### شرایط بین‌المللی
مجارستان از سال ۱۹۳۳ سیاست خارجی خود را جهت بازیابی اراضی از دست رفته بر مبنای پیمان تریان، با آلمان نازی همسو کرد. در ماه مارس ۱۹۳۳ گیولا گمبوس، نخست‌وزیر این کشور اعلام نمود مجارستان خواهان «عدالت در اصول تاریخی» است. گمبوس در ماه ژوئن همان سال در دیداری که در آلمان با هیتلر داشت چکسلواکی را مانعی در راه سازمان دهی مجدد اروپای مرکزی خواند و اذعان نمود که این کشور باید به شکل داخلی از هم پاشیده، از نظر خارجی منزوی شده و نهایتاً با قدرت نظامی از میان برداشته شود. در ماه اوت سال ۱۹۳۶ در جریان ملاقاتی که میکلوش هورتی، نخست‌وزیر وقت مجارستان با هیتلر داشت او بر لزوم تهاجم مشترک علیه چکسلواکی به عنوان «غده سرطانی در قلب اروپا» تأکید کرد. از اواخر سال ۱۹۳۷ هیلتر اقدامات خود بر ضد چکسلواکی را آغاز نمود. در سال ۱۹۳۸ آلمان و مجارستان بر ایجاد برنامه عملی مشترک علیه چکسلواکی تمرکز کردند. در ماه نوامبر همین سال هیتلر و دولت مجارستان مذاکرات نهایی برای تعیین سرنوشت چکسلواکی را به انجام رساند.
دولت مجارستان حمله مستقیم را برای خود بسیار خطرناک قلمداد کرد و خواهان حفظ روابط این کشور و فرانسه و بریتانیا شد چرا که می‌پنداشت در صورت عدم دخالت در اقدامات نظامی آلمان می‌تواند از حمایت از این دو کشور برای حل مسئله اقلیت‌های مجار استفاده کند. این موضوع باعث برآشفتگی هیتلر و تغییر دیدگاه او نسبت به ادعاهای ارضی مجارستان در شرق چکسواکی شود.
پیش از توافق مونشن، نمایندگان دولت مجارستان به صورت رسمی از آلمان و ایتالیا خواستند موضوع ادعای‌های ارضی این کشور را در کنار مسئله سودتنلند حل کنند. هیتلر با توجه به اقدامات منفعلانه پیشین مجارستان، با این درخواست موافقت نکرد چرا که برنامه دیگری برای اروپای مرکزی داشت. ادوار دالادیه، رئیس‌جمهور فرانسه و نویل چمبرلین، نخست‌وزیر بریتانیا به عنوان نمایندگان دو کشور در چنین شرایط پیچیده‌ای احساس خطر کردند. به هر حال با دخالت بنیتو موسولینی، نخست‌وزیر ایتالیا به مسئله خواسته مجارستان در بخش ضمائم توافق‌نامه اشاره گردید. این الحاقیه از چکسلواکی می‌خواست موضوع اقلیت‌ها را با مجارستان و لهستان تا سه ماه آینده با انجام مذاکرات دو جانبه حل کند؛ در غیر این صورت امضا کنندگان این توافق‌نامه در آن مسئله نیز وارد شده و اقدام به حل آن خواهند کرد. پس از الحاق زائولزی و چسکی تیه‌شین به لهستان، خواسته مجارستان همچنان با پرجا باقی مانده بود. مدتی بعد لهستان مناطق دیگری (چند روستا در شمال اسلواکی) را نیز در مجموع با مساحتی بالغ بر ۲۲۶ کیلومتر مربع به خاک خود ضمیمه کرد تا دولت مجارستان به این فکر بیفتد که الحاقیه توافق موشن صرفاً به مناطق با اقلیت محدود نمی‌شود و می‌تواند از آن حتی برای بازیابی اراضی پیش از سال ۱۹۱۸ خود نیز استفاده کند. مقامات مجارستانی به خوبی بر این مسئله آگاه بودند که این کشور به تنهایی قادر به اعمال ادعاهای ارضی خود علیه چکسلواکی نیست زیرا که هر گونه تهاجمی با مقابله ارتش بروز تر این کشور مواجه خواهد شد. به همین جهت تصمیم بر آن شد که از طریق دیپلماتیک به مصاف به چکسلواکی بروند و اصلاح مرزها را در قابل توافق‌نامه مونشن پیگری کنند.

### درگیری‌های مرزی
توافق‌نامه مونشن بازه ای سه‌ماهه را برای حل خواسته مجارستان تعیین نموده بود. از همین رو مجارستان بلافاصله خواهان آغاز مذاکرات در این رابطه شد. مجارستان با ایجاد درگیری‌های مرزی و اقدامات انحرافی در مناطق چکسلواکی فشار را در این جهت افزایش داد. نخستین درگیری زمانی آغاز شد که ارتش سلطنتی مجارستان با گذر از مرز مواضع ارتش چکسلواکی را حوالی «یِسِنسکه» با هدف سلطه بر ریماوسکا سبتا مورد حمله قرار داد. با رسیدن نیروی کمکی طرف مقابل، نیروهای مجارستانی با دادن تلفات و اسیر مجبور به عقب‌نشینی گردید. دو روز بعد مجارستانی‌ها این در اطراف شتوروو قصد گذر از دانوب را داشتند که مجدداً مغلوب شدند. شرایط در کارپاتین روتنیا با استحکامات دفاعی کمتر وخیم تر بود جاییکه شبه نظامیان وابسته به دولت مجارستان به درون اراضی چکسلواکی رخنه کردند. این افراد از ششم اکتبر ۱۹۳۸ دست به عملیات‌های خرابکارانه همچون انهدام پل‌ها و حمله به تأسیسات ریلی زدند. این اقدامات در جریان مذاکرات و پس از حکمیت اول وین ادامه یافت.

### شرایط داخلی چکسلواکی
چکسلواکی منفعت خود را در ثبات بخشیدن به شرایط می‌دید. وزارت خارجه این کشور سعی بر حل مشکلات با آلمان و لهستان داشت و میلی بر آغاز مذاکرات پیش از ۱۵ اکتبر نشان نمی‌داد. وزیر خارجه چکسلواکی می‌خواست با برقراری روابطی جدید با آلمان و ایتالیا، استحکام مرزهای جدید کشور خود را تضمین کند. پس از توافق مونشن تمامی فعالان و عوامل سیاسی در اسلواکی بر ضرورت تغییر موضع اسلواکی در داخل چکسلواکی رسیدند و این منطقه در ششم اکتبر ۱۹۳۸ اعلام خودمختاری کرد. این دولت جدید خودمختار اولویت خود را مشخص کردن مرزها می‌پنداشت. به همین جهت «حزب خلق اسلواک» خواهان حضور در مذاکرات شد. دولت چکسلواکی که ناچار به پذیرش این مسئله بود قصد داشت سران نمایندگان اسلواکی را خود برگزیند که دولت خودمختار با رد این مسئله، یوزف تیسو (بعدها رئیس‌جمهور دولت دست نشانده آلمان در جمهوری اسلواکی) و فردیناند دورچانسکی را بدین منظور انتخاب نمود اما هر دوی آن‌ها در ابتدا با بهانه تضاد این اقدام با دولت مرکزی آن را رد کردند ولی نهایتاً با تأکید بر ضرورت این عمل در راستای منافع اسلواکی آن را پذیرفتند. با این حال خود تیسو امیدوار بود که اگر نمایندگان مجارستان با نمایندگان دولت مرکزی مذاکره نکنند، راحت تر شرایط اسلواکی را خواهند پذیرفت. تحت فشار خطر بی‌ثباتی‌های داخلی به جهت اقدامات خرابکارانه و رادیکال تر شدن شرایط در مجارستان، دولت این کشور مذاکرات را از نهم اکتبر آغاز کرد.

## مذاکرات پیش از داوری

### مذاکرات در کمارنو
بین نهم تا سیزدهم اکتبر مذاکرات در شهر مرزی کمارنو در ساحل شمالی رود دانوب در اسلواکی صورت پذیرفت. یوزف تیسو، نخست‌وزیر دولت خودمختار اسلواکی بدون داشتن تجربه مشابه رهبری نمایندگان چکسلواکی را بر عهده داشت. ایوان کرنو نیز نمایندگی مستقیم دولت چکسلواکی را می‌کرد. با این حال طرف مقابل را افراد با تجربه به رهبری کالمان کانیا، وزیر خارجه مجارستان و پال تلکی، وزیر آموزش و پرورش نمایندگی می‌کردند. دولت مجارستان از ترکیب هیئت طرف مقابل استقبال کرد و معتقد بود راحت تر می‌تواند نمایندگان بی تجریه اسلواک را با دادن وعده تحت تأثیر قرار دهد. هنگامی که اکثر نمایندگان اسلواکی هر گونه امکان بازگشت این سرزمین به پادشاهی مجارستان را رد کردند، این امید نقش بر آب شد.
راهبرد مجارستان در این مذاکرات تأکید بر بازگردانده شدن مناطقی با جمعیت حداقل ۵۰ درصد مجار بر اساس سرشماری سال ۱۹۱۰ بود. البته این کشور خواهان دریافت مناطق دیگری نیز بود. در روز اول مذاکرات مجارستان لیستی از مناطق مورد نظر خود را ارائه کرد و در ادامه خواهان برگزاری همه‌پرسی در سایر مناطق گردید تا اسلواک‌ها و روتنیایی‌ها نیز باقی ماندن با چکسلواکی یا الحاق به مجارستان را خود انتخاب کنند.
مناطق مورد نظر مجارستان شامل ۱۴۱۰۶ کیلومتر مربع (۱۲۱۲۴ کیلومتر از اسلواکی و ۱۹۸۲ از روتنیا) از خاک چکسلواکی با جمعیتی بالغ بر یک میلیون سیصد و چهل و شش هزار نفر می‌شد که بر اساس آخرین سرشماری در سال ۱۹۳۰ ششصد هفتاد و هشت هزار نفر از آن‌ها خود را مجار معرفی نکرده بودند.
مجارستان به جهت دریافت حسن نیت خواهان واگذاری دو گذر مرزی توسط دولت چکسلواکی به این کشور شد که نمایندگان چکسلواکی با سپرده شدن دو شهر اسلونسکه نوه مستو (مجاری: ییهِی) و شاهی (مجاری: ایپولشاگ) موافقت کردند که در دوازدهم اکتبر به کنترل نیروهای مجارستانی درآمدند.
اختلاف اساسی بین مذاکره کنندگاه اشاره به سرشماری سال ۱۹۱۰ (همانند آلمان در توافق مونشن) در طرح ارائه شده توسط مجارستان بود. چکسلواکی خواهان عمل بر اساس سرشماری سال ۱۹۳۰ بود و اعتبار سرشماری سال ۱۹۱۰ را مخدوش می‌دانست. آن‌ها حتی سرشماری‌هایی پیش از سال ۱۹۰۰ ارائه کردند چرا که معتقد بودند سرشماری سال ۱۹۱۰ در اوج مجاری سازی این مناطق اتفاق افتاده‌است و با سرشماری از قبلی و بعدی آن مطابقت ندارد. تیسو خود را نیز به عنوان کسی که در این سرشماری مجار خوانده شده مثال زد. نمایندگان مجارستان نیز متقابلاً نتایج سرشماری سال ۱۹۳۰ را که توسط دولت چکسلواکی انجام شده بود رد می‌کردند. دست آخر مجارستانی با اندکی عقب‌نشینی سرشماری سال ۱۸۸۰ را که پیش از او مجاری سازی بود، به عنوان مرجع مطرح کردند. آن‌ها همچنین با برداشتی که داشتند با تعریف طرف مقابل از شهرهای «مجار خالص» مخالفت نمودند.
موضوع همه‌پرسی برای روتنیایی‌ها و اسلواک‌ها به عنوان مسئله نامرتبط رد شد چرا که توافق مونشن هیچ اشاره ای به این دو قوم نکرده بود، حاکمیت چکسلواکی را زیر سؤال می‌برد و نمایندگان روتنیایی نیز پیش از این از میل خود برای باقی ماندن درون چکسلواکی گفته بودند.
نمایندگان مجارستان چندین طرح ارائه شده توسط چکسلواکی را رد کردند. چکسلواکی پیشنهاد ایجاد منطقه خودمختار مجار درون اسلواکی را مطرح ساختند. کانیا با «لطیفه بی‌مزه» خواندن این پیشنهاد، بحث بر سر آن را غیرممکن خواند.
چکسلواکی سپس پیشنهاد اعطای منطقه زیتنی استرو به مجارستان (۱۸۳۸ کیلومتر مربع و ۱۰۵ هزار نفر جمعیت)، ایجاد یک بندر آزاد در کمارنو و تبادل جمعیت در مابقی اراضی را روی میز گذاشت. با رد این درخواست توسط مجارستان، سیزدهم اکتبر چکسلواکی راه حل دیگری به میان آورد. هدف این راه حل ایجاد توازن اقلیت‌ها بین دو کشور بود. از طرفی چکسلواکی از این طریق سعی داشت راه‌آهن کارپاتین روتنیا را برای خود حفظ کند. نمایندگان مجارستان این پیشنهاد آن را نیز رد کردند و تلکی آن را «مرزبندی مضحک» خواند.
سیزدهم اکتبر کانیا پس از تماس و مشورت با بوداپست، مذاکرات را بی‌نتیجه و شکست خورده خواند و خواستار داوری چهار قدرت امضای کننده توافق‌نامه موشن شد. با توجه به این که بریتانیا و فرانسه تصمیم گرفتند در این مسئله دخالت نکنند، داوری بر عهده یواخیم فون ریبنتروپ، وزیر خارجه آلمان و گالئاتسو چانو، وزیر خارجه ایتالیا قرار گرفت.

### میانجی گری آلمان
با به بن‌بست رسیدن مذاکرات در سیزدهم اکتبر سال ۱۹۳۸، مجارستان بخشی از نیروهای خود را بسیج کرد. چکسلواکی با تقویت قدرت تدافعی در مناطق مرزی حکومت نظامی برقرار کرد. به این صورت این مسئله به یک مسئله بین‌المللی تبدیل شد. قدرت‌های محور ابتکار عمل را به نفع مجارستان در دست گرفتند تا برنامه‌های خود را برای منطقه اجرایی کنند.
مجارستان نمایندگی به آلمان و ایتالیا اعزام کرد. نماینده مجارستان در آلمان به هیتلر گفت که کشورش برای مبارزه آماده است و نمی‌تواند رفتار اسلواک‌ها بپذیرد. با توجه به تغییر شرایط پس از توافق مونشن، آلمان از دست زدن به اقداماتی که به قدرت بخشیدن به مجارستان منتهی می‌شد، خودداری کرد. هیتلر اعلام کرد چنانچه مجارستان جنگی را آغاز کند هیچ‌کس به آن کمک نخواهد کرد. او برگزاری نشست مشترک بین چهار قدرت امضا کننده توافق‌نامه مونشن، اجرای همه‌پرسی بین اسلواک‌ها و روتنیایی‌ها و ادعای مجارستان بر براتیسلاوا را نیز نمود. در مقابل او مجارستانی‌ها را به ادامه مذاکرات و در نظر گرفتن اصول قومیتی توصیه کرد. هیتلر همچنین خاطر نشان ساخت آلمان می‌تواند نقش میانجی را در این موضوع ایفا کند. ریبنتروپ و نماینده مجارستان بر سر نقشه ای به توافق رسیدند که به چکسلواکی پیشنهاد شود. (خط مرزی ریبنتروپ) این توافق بعداً باعث ایجاد سوءتفاهم بین دو کشور شد. نماینده مجارستان اعلام کرد ریبنتروپ خواسته‌های او را نپذیرفته و چندین شهر مهم در جانب چکسلواکی باقی مانده‌است. آلمان با رد این اتهام، ترسیم خط ریبنتروپ بر روی نقشه را با مشورت نماینده مجارستان و موافقت او دانست. با ادامه اصرار دولت مجارستان برخواسته‌های خود، ریبنتروپ اعلام کرد آلمان به میانجی گری خود پایان می‌دهد.
همزمان با حضور نماینده مجارستان، فرانتیشک چفالکوفسکی، وزیر خارجه چکسلواکی نیز در آلمان حضور پیدا کرد تا با سران این کشور رایزنی کند. هیتلر چکسلواکی را مقصر شکست مذاکرات با مجارستان خواند و خواستار بازیابی آن شد. او نقشه ای با ترسیم خط ریبنتروپ بر روی آن به او داد و وعده تضمین مرزهای جدید بر اساس آن را مطرح نمود. چفالکوفسکی در سخنان خود با پراگ توصیه کرد این طرح پذیرفته شود. با این حال دولت خودمختار اسلواکی مخالف این طرح بود و امید به امکان اصلاحات بیشتر در آن داشت. نمایندگان اسلواکی در دیداری که در نوزدهم اکتبر در مونشن با ریبنتروپ داشتند داشتند از او خواستند کوشیتسه را به چکسلواکی بسپارد و طرح از پیش ارائه شده توازن اقلیت‌ها بین دو کشور را اعمال کند. آن‌ها مدارکی حاضر ساختند که آمار ارائه شده توسط مجارستان را غیرقابل اعتماد و خواسته‌های آن‌ها را بر خلاف اصل قومیت بلکه به دنبال اهداف سیاسی و راهبردی معرفی می‌کرد. آن‌ها ابراز داشتند ادعای مجارستان بر کوشیتسه مبنای قومیتی ندارد بلکه برای قطع بزرگ‌ترین راه ارتباطی مناطق غربی چکسلواکی با مناطق شرقی و رومانی به عنوان متحد این کشور از طریق بریدن خطوط ریل راه‌آهن آن انجام می‌گیرد. با این عمل بخش شرقی چکسلواکی به کلی از بدنه اصلی جدا می‌ماند تا بعداً توسط مجارستان اشغال شود. نمایندگان چکسلواکی بر این باور بودند که توانسته‌اند هیتلر را متقاعد کنند و با ارسال پیام به پراگ نتایج مذاکرات را مثبت اعلام نمودند.
روزهای بعد به نظر می‌رسید ریبنتروپ از سر خصومت با مجارستان رفتار می‌کند به شکلی که چانو، وزیر خارجه ایتالیا اذعان داشت: «حقیقیت این است که او تا جایی که می‌تواند قصد دارد از چکسلواکی محافظت کند حتی با زیر پا گذاشتن ادعای‌های مشروع مجارستان».
از هفدهم اکتبر درگیری با بر سر کارپاتین روتنیا فزونی گرفت. لهستان پیشنهاد کرد این منطقه بین لهستان، مجارستان و رومانی تقسیم شود. رومانی به عنوان متحد وفادار چکسلواکی این پیشنهاد را رد کرد و حتی پیشنهاد کمک نظامی به چکسلواکی در این منطقه را ارئه کرد. مجارستان به دنبال متقاعد کردن نمایندگان مجارستان جهت الحاق این منطقه به خود بود. ایجاد مرز مشترک بین لهستان و مجارستان با سلطه بر کارپاتین روتنیا آرزوی دیرینه دو کشور به حساب می‌آمد. از این رو لهستان جهت حمایت از مجارستان در حال انتقال نیروهای خود به سمت این منطقه بود. از آن جایی که ایجاد مرز و جبهه مشترک بین لهستان و مجارستان به معنای دور زدن آلمان به حساب می‌آمد، آلمان قصد داشت این مسئله را تنها در صورت دریافت کوریدور دانتسیش برای وصل کردن بدنه اصلی کشور خود به پروس شرقی بپذیرد. لهستان این مسئله را رد کرد. بیستم اکتبر عده ای در کارپاتین روتنیا خواستار برگزرای همه‌پرسی الحاق به مجارستان شدند. پنج روز بعد نخست‌وزیر دولت خودمختار این منطقه در پراگ دستگیر و وزیرخارجه این منطقه به جای او گماشته شد. نخست‌وزیر جدید با رد طرح همه‌پرسی، خواهان تحویل تنها مناطق با جمعیت غالباً مجار به مجارستان شد.

### شکست نهایی در مذاکرات دو جانبه
مذاکرات از طرق دیپلماتیک بین مجارستان و چکلسلواکی از سر گرفته شد. چکسلواکی به امید دریافت ضمانت مرزهای جدید از طرف قوای محور، بر خط ریبنتروپ تأکید می‌کرد و این پیشنهاد را در ۲۲ اکتبر رسماً اعلام کرد. چکسلواکی قصد داشت مناطقی با جمعیت قریب به ۵۰۰ هزار مجار و ۱۷۰ هزار اسلواک را به مجارستان بسپارد. در این طرح چکسلواکی براتیسلاوا، نیترا و کوشیتسه را برای خود نگاه می‌داشت. مجارستان این ایده را رد کرد تا به پایان میانجی گری آلمان بینجامد. مجارستان می‌خواست تمامی مناطق این پیشنهاد بلافاصله به این کشور اعطا و در مابقی سرزمین‌های مورد اختلاف از جمله کارپاتین روتنیا همه‌پرسی برگزار شود. برای چکسلواکی پذیرفتنی نبود که مناطقی را در ابتدا واگذار کند و حل مابقی سرزمین‌ها به بعداً موکول نماید. با پذیرفتن طرح مجارستان استحکامات مرزی این کشور درون مجارستان قرار می‌گرفت و امکان دست اندازی‌های بیشتر را برای مجارستان فراهم می‌آورد. مجارستان تهدید کرد اگر پیشنهادش مورد قبول واقع نشود از سایر کشور بخواهد مستقیماً در این مسئله داوری کنند. در این شرایط چکسلواکی چاره ای جز پذیرفتن خواسته مجارستان یا دواری دیگر کشورها را نداشت. وقتی شرایط به این سمت سوق یافت که بریتانیا و فرانسه با تلقی این منطقه به عنوان حوزه نفوذ آلمان، منفعتی در خود برای دخالت نمی‌دیدند. به همین سبب دو طرف مذاکرات امیدوار بودند آلمان از آن‌ها حمایت کند. دولت خودمختار اسلواکی به امید واهی ضمانت‌های ریبنتروپ حامی داوری دیگران بود.
با وجود این که دولت مجارستان طرح داوری را ارائه کرده بود اما پیش از آن موافقت آلمان را به دست نیاورده بود. آلمان همچنان نگاه بدبینانه ای نسبت به مجارستان داشت. ریبنتروپ نیز هنوز از مذاکرات پیشین با نمایندگان مجارستان نارضایتی در دل داشت. آلمان نگران بود اگر یکی از طرفین نتایج داوری را نپذیرد منجر به آغاز درگیری‌های نظامی شود. مجارستان توانسته بود ایتالیا را متفاعد سازد که یک مجارستان قوی می‌تواند جلوی نفوذ بیش از حد آلمان از طریق چکسلواکی را بگیرد. چانو، وزیرخارجه ایتالیا با طرح داوری موافقت کرد و پذیرفت پیگیر منافع مجارستان باشد. در دیدار ریبنتروپ از رم، چانو به او گفت که داوری در این مسئله نقش مهمی در موقعیت قوای محور در منطقه در آینده خواهد داشت. وزیرخارجه آلمان نیز قول داد که هیتلر را متقاعد کند. ایتالیا با در دست گرفتن ابتکار عمل، پیشنهاد کرد توافق مشترکی در رم به عنوان مبنای داوری به عمل آید. چانو پیش از این مذکراتی با مجارستانی‌ها انجام داده و موافقت‌های مهمی به دست آورده بود. سی و یک اکتبر هیئت مجارستانی در رم با اطمینان به دولت مجارستان اعلام کرد ریبنتروپ قطعاً با بازگردانده شده کوشیتسه، اوژهورود و موکاچفو موافقت کرده‌است.
۲۹ ماه اکتبر سال ۱۹۳۸ مجارستان و چکسلواکی به صورت رسمی از آلمان و ایتالیا خواستند در این مسئله داوری کنند و از پیش اعلام کردند نتایج آن را خواهند پذیرفت.

## داوری

### شرح مذاکرات
حکمیت در وین و توسط وزرای خارجه آلمان و ایتالیا صورت گرفت. هیئت نمایندگان مجارستان را وزیر خارجه کالمان کانیا و هیئت نمایندگان چکسلواکی را وزیر خارجه فرانتیشک چفالکوفسکی رهبری می‌کردند. نمایندگانی نیز کارپاتین روتنیا و اسلواکی در محل حاضر بودند.
داوری ظهر روز دوم نوامبر در کاخ بلودر وین آغاز شد. نمایندگان مجارستان و چکسلواکی اجازه یافتند دلایل خود را ارائه دهند. با وجود درخواست نمایندگان چکسلواکی، با استدلال تنها وجود امکان ارائه نمایندگان دولت مرکزی، با سخنرانی نمایندگان اسلواکی و کارپاتین روتنیا مخالفت شد. مذاکرات به شکل تشریفاتی برگزار گردید و حدود بر روی نقشه پس از نصف روز ترسیم گردید. این فرایند به اندازه ای به سرعت انجام گرفت که وقتی ریبنتروپ ساعت هفت بعد از ظهر نتیجه را اعلام نمود باعث تعجب نمایندگان چکسلواکی گردید.

### نتایج
چکسلواکی ملزم شد برخی از اراضی خود در جنوب اسلواکی و کارپاتین روتنیا را به مجارستان بسپارد. این مناطق به کمک خطی بر روی نقشه که شهرهای سنتس، گالانتا، ورابله، لویتسه، لوچنتس، ریماوسکا سبتا، یلشاوا، رژنیاوا، کوشیتسه، میشالانی، ولکه کاپوشانی، اوژهورود و موکاچفو (برخی داخل خط) را تا مرز رومانی به یکدیگر وصل می‌کرد، مشخص شده بود. اسلواکی ۱۰۳۹۰ کیلومتر مربع از مساحت خود را همراه قریب به ۸۵۰ هزار نفر ساکن آن از دست داد. گفته می‌شود بر اساس سرشماری سال ۱۹۳۰ در چکسلواکی تنها ۵۹ درصد از جمعت این منطقه قومیت مجار داشتند که با احتساب رشد جمعیت بر مبنای همین سرشماری در هنگام داوری ۹۳۵ هزار نفر مجار و ۳۰۰ هزار نفر اسلواک یا چک بودند.
پس از جدا شدن این مناطق، بر جمعیت اقلیت اسلواک درون مجارستان افزوده شد در حالیکه تنها ۶۰ هزار مجار همچنان داخل چکسلواکی باقی ماندند. مرزبندی جدید اعتنای کاملی به حدود قومیتی مورد درخواست مجارستان به عنوان «اصلاح ناعدالتی‌های پیمان تریانون»، نشان نداده بود. این تغییرات راه ارتباط ریلی چکسلواکی با کارپاتین روتنیا و رومانی را قطع کرد.
تیسو شامگاه همان روز نتایج داوری را در سخنرانی رادیویی اعلام کرد اما با وجود پذیرش آن، سیاست بلند مدت دولت مرکزی را متهم به علت وقوع آن دانست.
ارتش مجارستان پنجم تا دهم نوامبر ۱۹۳۸ مناطق مذکور را به کنترل خود درآورد. مناطق بازیافته شده با عنوان «مجارستان علیا» دوازدهم نوامبر با رای مجلس مجارستان رسماً به این کشور ملحق شد. در این اراضی بر اساس تقسیمات اداری مجارستان پیش از سال ۱۹۲۰، دو شهرستان با مرکزیت نُوه زامکی و لویتسه ایجاد گردید و برخی مناطق نیز به شهرستان دیگر پیوست.
با جابه جایی مرزها بر اساس حکمیت نخست وین قدمی بزرگ در برقراری مرز مشترک بین مجارستان و لهستان برداشته شد.

## اثرات

### روابط اسلواکی و مجارستان
حکمیت اول وین احساسات ضد مجارستان را در اسلواکی تشدید کرد. یانوش استرهازی، یکی از رهبران سیاسی اقلیت مجار در اسلواکی پیشنهاد کرد که ۱۰۰۰ کیلومتر مربع از مناطق اهدا شده به مجارستان با جمعیت عمدتاً اسلواک به منظور تضمین همزیستی مسالمت آمیز بلند مدت به اسلواکی بازگردانده شود. این پیشنهاد توسط دولت مجارستان مورد پذیرش واقع نشد. برهم خوردن توازن اقلیت‌ها بین دو کشور و فاصله کوتاه بین این حکمیت و حمله مجارستان به اسلواکی در ماه مارس سال ۱۹۳۹، باعث ایجاد بسیج اجتماعی در ضدیت مجارستان در طول جنگ جهانی دوم در اسلواکی گردید. گفته می‌شود همه ساله در سالگرد این حکمیت تظاهرات ضد مجارستانی با سر دادن شعار و گاهی آسیب زدن به اموال یا مساکن اقلیت باقی مانده مجار، در اسلواکی برگزار می‌شد.

### افراطی شدن اروپای مرکزی
با اجرای حکمیت مخست وین مجارستان مفاد پیمان تریانون را زیر پا گذاشت. این کشور تنها چند هفته بعد تلاش خود را برای استیلا بر کارپاتین روتنیا از سر گرفت.
تحت فشار آلمان نازی اسلواکی در چهاردهم ماه مارس سال ۱۹۳۹ اعلام استقلال کامل کرد و با اشغال مابقی سرزمین‌ها توسط آلمان، چکسلواکی تماماً از میان برداشته شد. دو روز پیش از آن، آلمان اجازه اشغال مابقی کارپاتین روتنیا به شرط چشم پوشی از اسلواکی را به مجارستان داده بود. ۱۴ و ۱۵ مارس مناطق باقی مانده از کارپاتین روتنیا تحت عنوان کارپاتو-اوکراین اعلام استقلال کرد اما بلافاصله مورد تهاجم مجارستان واقع و پس از سه روز به‌طور کامل اشغال شد. در جریان این حمله بخش کوچکی از شرق اسلواکی نیز به اشغال مجارستان درآمد. با توجه به عدم مواجهه با واکنشی قابل توجه، مجارستان از بیست و سوم ماه مارس حملات به مناطق شرقی اسلواکی را با شدت بیشتر ادامه داد. ارتش مجارستان قصد داشت تا جایی که می‌تواند در خاک اسلواکی پیشروی کند. پس از یک جنگ کوتاه مدت بین دو کشور، آلمان، مجارستان را مجبور به توقف عملیات خود آغاز مذاکره ساخت. با انجام این مذاکرات مجارستان بر خلاف حکمیت وین بدون داشتن دلایل موجه قومیتی مناطق بیشتری در شرق اسلواکی (۱۸۹۷ کیلومتر مربع و ۷۰ هزار نفر جمعیت عموماً اسلواک) دریافت کرد.
تا میانه ماه مارس سال ۱۹۳۹ ایجاد مرز مشترک بین مجارستان و لهستان از نظر نظامی خوشایند آلمان نبود. به هر حال هنگامی که مجارستان در ماه مارس سال ۱۹۳۹ اجازه سلطه بر کاپاتین روتنیا را یافت از جانب آلمان ملزم شده بود به اسلواکی دست اندازی نکند. هدف آلمان از این مسئله ایجاد محلی مناسب برای اجرای طرح حمله به لهستان بود. از همین رو آلمان عوامل حاضر در کارپاتین روتنیا را که خود عوامل نظامی آن را به عنوان متحدان ضمنی از یک سال پیش آموزش داده بود، کنار نهاد. دلیل دیگر این موضوع بر طرف کردن خطر به وجود آمدن جنبش استقلال طلب در اوکراین در صورت حمله آلمان به شوروی بود. لهستان نیز پیش از این، حضور این نیروها در مجاورت مناطق جنوب شرقی خود که جمعیتی عموماً با قومیت اوکراینی داشتند، را خطری بالقوه می‌پنداشت.
این تصمیم آلمان نهایتاً به ضرر این کشور تمام شد. هنگامی که در جریان حمله آلمان به لهستان، هیتلر از دولت مجارستان درخواست کرد نیروی‌های آلمانی به جهت سرعت دادن به عملیات خود، از طریق کارپاتین روتینا که مرز مشترک مجارستان و لهستان شده بود، لهستان را مورد یورش قرار دهند با توجه به روابط حسنه تاریخی بین مجارستانی‌ها و لهستانی‌ها با مخالفت میکلوش هورتی، نایب السلطنه این کشور مواجه گردید. از طرفی با اطمینان از شکست قطعی، ده‌ها هزار نفر از نیروهای نظامی لهستانی از طریق همین مرز مشترک برای ادامه نبرد در جبهه‌های دیگر از کشور خود گریختند.